# Simon Blackburn
Simon Blackburn, född 12 juli 1944, är en brittisk filosof, bland annat känd för sina försök att popularisera filosofin. I filosofin är han mest känd som förespråkare av den metaetiska kvasirealismen, och som försvarare av humeanska synpunkter på en mängd olika frågor.
Professor Blackburn är vicepresident i British Humanist Association, medlemsorganisation i IHEU.